# Лінії Блашко

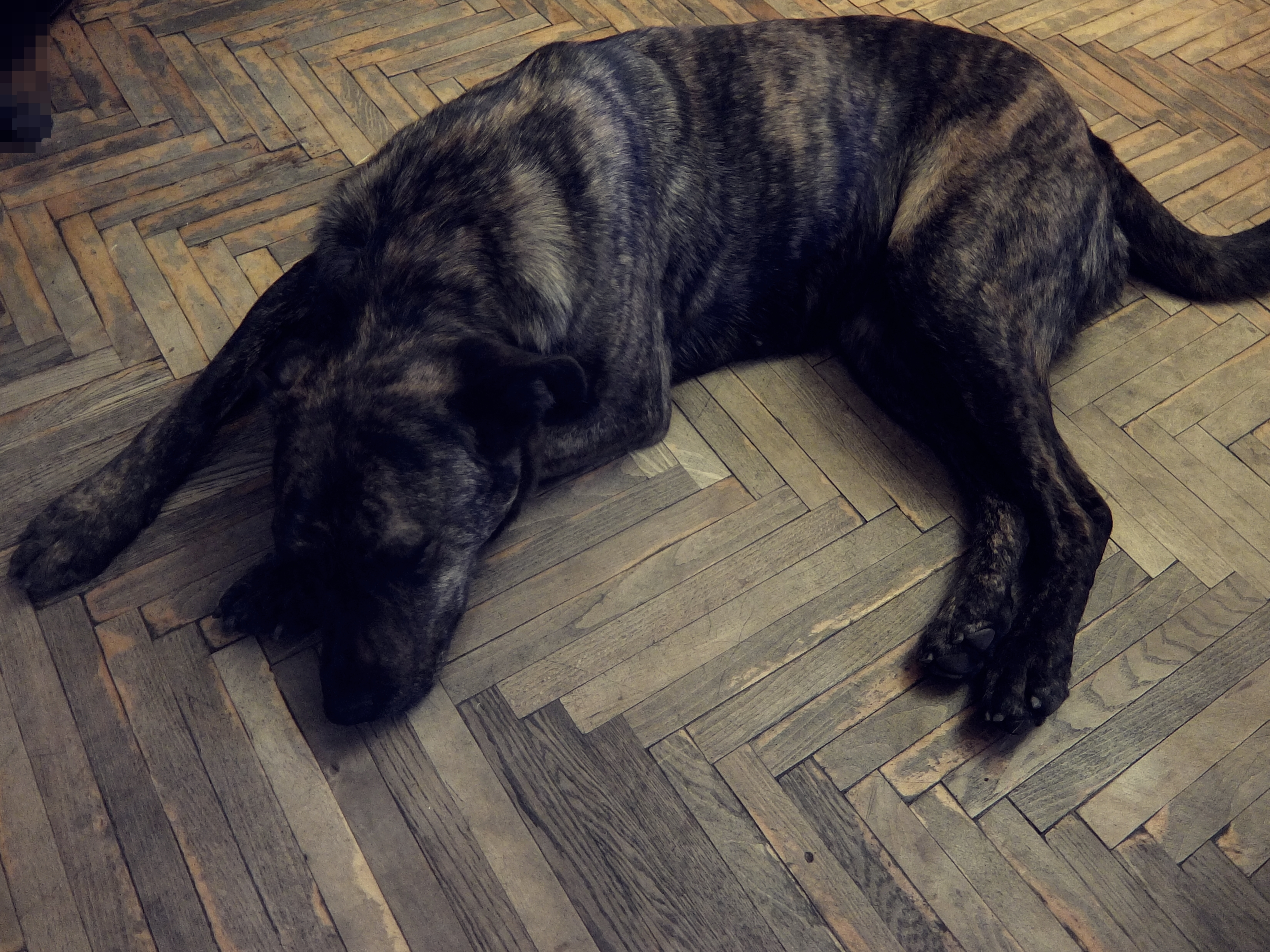
Приклад ліній Блашко на собаці

Лінії Блашко були відкриті в 1901 році німецьким лікарем з Берліна Альфредом Блашко. Лінії містяться від початку в ДНК кожної людини, але залишаються невидимими і проявляються лише при певних ендокринних хворобах.
Лінії мають V-подібну форму на спині, форму завитків на боках і плечах, і хвилеподібну на голові Дуже нагадують тигровий окрас. Також такі лінії зустрічаються у тварин, наприклад, у кішок або собак..

## Причини виникнення ліній Блашко[5]
- Зміна генетичної інформації — порушення міграції клітинних потоків, що призводить до виникнення вроджених невусів.
- Невуси
  - Депігментовані
  - Пігментовані
  - Сальні
  - Лінійні верукозні запальні
- Стрес — стрес здатний викликати в клітинах різних ліній різні зміни.
- Химеризм — популяції клітин шкіри несли в собі ознаки пігментації різного ступеня.
- Порушення диференціювання клітин в період ембріогенезу — клітини одного організму мають різний набір генів, хоча походять від однієї зиготи. Лінії представляють з себе щось на зразок проекту переміщення клітин, який стає видно в результаті змін на ранніх стадіях диференціювання.

## Діагностика[5]
Ультрафіолетовий моніторинг дозволить помітити прояви ліній.